# Zastępy anielskie
Zastępy anielskie – seria powieści i opowiadań z gatunku angel fantasy, autorstwa polskiej pisarki, Mai Lidii Kossakowskiej. Pierwsza powieść z serii ukazała się w 2004 nakładem wydawnictwa Fabryka Słów. W skład serii wchodzi siedem tytułów. Głównym bohaterem cyklu jest Daimon Frey, zwany także Abaddonem i Aniołem Zagłady. W serii można znaleźć liczne odwołania do różnych mitologii (np. indyjskiej) oraz dzieł literackich (np. Boska Komedia Dantego).

## Książki w serii
| Numer w serii | Tytuł                   | nr ISBN                | Data wydania      | Długość    | Wydawnictwo  | Komentarz                                                                                             |
| ------------- | ----------------------- | ---------------------- | ----------------- | ---------- | ------------ | --- |
| 0,5           | Żarna niebios           | ISBN 978-83-7574-088-2 | sierpień 2008     | 512 stron  | Fabryka Słów | zbiór opowiadań, część tekstów znalazła się wcześniej w zbiorze z 2003 pod tytułem Obrońcy Królestwa. |
| 1             | Siewca wiatru           | ISBN 83-89011-37-9     | 2004              | 560 stron  | Fabryka Słów | |
| 2.1           | Zbieracz burz, tom 1    | ISBN 978-83-7574-170-4 | 15 lutego 2009    | 352 strony | Fabryka Słów | |
| 2.2           | Zbieracz burz, tom 2    | ISBN 978-83-7574-219-0 | 2 września 2010   | 416 stron  | Fabryka Słów | |
| 3.1           | Bramy światłości, tom 1 | ISBN 978-83-7964-207-6 | 11 stycznia 2017  | 512 stron  | Fabryka Słów | Nominacja do Książki Roku portalu Lubimy Czytać za rok 2017                                           |
| 3.2           | Bramy światłości, tom 2 | ISBN 978-83-7964-304-2 | 15 lutego 2018    | 560 stron  | Fabryka Słów | |
| 3.3           | Bramy światłości, tom 3 | ISBN 978-83-7964-383-7 | 14 listopada 2018 | 658 stron  | Fabryka Słów | Nominacja do Książki Roku portalu Lubimy Czytać za rok 2018                                           |

## Świat przedstawiony
Zarówno anioły, jak i demony ze świata Kossakowskiej żyją w świecie przypominającym piekło i niebo z Boskiej Komedii Dantego. Niżej urodzeni aniołowie żyją w adekwatnie niższych niebiańskich kręgach. Lepiej urodzeni Świetliści mają zaś dostęp do tych znajdujących się najwyżej. Czyściec w cyklu nosi nazwę Limbo i znajduje się pomiędzy dobrą i złą częścią świata.

## Bohaterowie
- Daimon Frey – zwany Abaddonem, Tańczącym na Zgliszczach, Aniołem Zagłady (początkowo Anioł Miecza, oficer dowodzący Aniołami Zniszczenia, zwanymi Szarańczą); główny bohater powieści, niepokorny anioł, podążający zwykle za swoimi egoistycznymi celami, nie pozbawiony przy tym jednakże dumy i oddania przyjaciołom oraz Królestwu.
- Kamael – początkowo Anioł Miecza, oficer dowodzący Aniołami Zniszczenia, zwanymi Szarańczą. Szczupła inteligentna twarz, oczy barwy czystego nieba, półdługie kasztanowe włosy. Przyłączył się pochopnie do buntu Lucyfera i został hrabią palatynatu Głębi. Niestety narobił sobie wrogów, którzy go najechali i musiał opuścić Głębię, został także wypędzony z Królestwa. Przyjaciel Daimona Freya.
- Drago Gamerin – były członek komanda Szeol, anioł-inwalida, pomógł w odnalezieniu Księgi. Zakochany w Drop.
- Drop – anielica z grona aniołów stróżów, opiekunka małych dzieci. Została przypadkowo wplątana w sprawę kradzieży Księgi. Poszukiwana przez bezwzględnych złoczyńców, znajduje względne bezpieczeństwo pod opieką Drago.
- Gabriel – inaczej Dżibril (z arabskiego), jeden z czterech archaniołów zarządzających światem, Regent Królestwa, Pan Objawień; rządzi de facto Królestwem po tym, jak opuścił je Pan. Przyjaciel Daimona, Michała, Rafała i Razjela.
- Hija – pół-anioł, pół-człowiek, ukochana Daimona, podopieczna Gabriela, uczennica Razjela. Utalentowana czarodziejka, na skutek nie do końca dobrze przeprowadzonego zaklęcia uwięziona pomiędzy wymiarami.
- Lucyfer – w powieści nazywany również przez inne anioły “Lampką” (od łacińskiego znaczenia tego imienia – “Niosący Światło”), władca Głębi (nazwa piekła), wraz z Gabrielem wspólnie utrzymuje w tajemnicy odejście Pana.
- Asmodeusz – nazywany również „Zgniłym chłopcem” – prawa ręka Lucyfera, pozbawiony skrupułów właściciel sieci domów publicznych i kasyn. W powieści przedstawiony jako bezwzględny, ale inteligentny.
- Michał – jeden z czterech archaniołów zarządzających światem, Pan Zastępów (anielskiego wojska). Przez przyjaciół nazywany Michasiem. Przyjaciel Daimona, Gabriela, Rafała i Razjela.
- Rafał – jeden z czterech archaniołów zarządzających światem, Pan Uzdrowień. Przyjaciel Daimona, Gabriela, Michała i Razjela.
- Razjel – jeden z czterech archaniołów zarządzających światem, Pan Tajemnic, Książę Magów, opiekun Księgi, najpotężniejszy mag królestwa. Przyjaciel Daimona, Gabriela, Michała i Rafała.
- Siewca Wiatru – symboliczny syn Antykreatora; jego uosobienie. Wysłany przez stwórcę, aby zniszczyć Jasność i wszystkie jej stworzenia, posiadał moc tworzenia zastępów Cienia (wojsko Antykreatora).
- Antykreator – nieśmiertelna esencja całego zła na świecie, przeciwieństwo Boga. Jest to zła cząstka Jasności (Boga, którego autorka stworzyła z syntezy chrześcijaństwa, judaizmu i islamu), a która to Jasność świadomie ją odrzuciła, by zostać samą miłością, światłem i dobrem. Antykreator jest więc jego antytezą i samym złem.
- Jaldabaot – początkowo wysoki zarządca Królestwa, „Prawica Pana”; strącony z pozycji przez archaniołów podczas puczu, oddaje się Antykreatorowi i z potęgą czarnej magii wciela w życie plan zemsty na Regencie.